# 高森站
高森站（日语：／ Takamori eki */?）是位於熊本縣阿蘇郡高森町大字高森，南阿蘇鐵道的高森線車站（終點站）。南阿蘇鐵道總部於此站內。

## 概要
高森線在國鐵時代，與高千穗線（後來：高千穗鐵道高千穗線），均預計為九州橫斷鐵道的一部分。高森線在開通後，計劃繼續建設路軌連接高森至高千穂之間。後來由於發生高森隧道洪水事故和國鐵再建法成立，使九州橫斷鐵道中止建設。而現時高千穗線更停止營運。

## 歷史
- 1928年（昭和3年）2月12日 - 車站啟用。
- 1971年（昭和46年） - 成為委託車站。
- 1986年（昭和61年）4月1日 - 高森線由南阿蘇鐵道接管，成為南阿蘇鐵道高森線車站。
- 1987年（昭和62年）4月6日 - 新車站大樓開始使用。
- 2016年（平成28年）4月14日 - 受到熊本地震影響，路軌、橋粱和隧道受損，使列車暫停服務[1]。
- 2016年（平成28年）7月31日 - 中松站至此站之間重開[2][3]。

## 車站構造
車站是一座地面車站，設有1面1線的單式月台。此站設有留置線，用作停泊列車。
此站是高森線唯一有人車站。站內設有售票櫃臺，可發售車票(包括高森線內和於立野站轉乘前往JR豐肥本線熊本站前的聯絡車票)、定期票、回數票、1日自由車票、小火車「夕菅號」的指定席票。

## 使用狀況
| 年度   | 1日平均 乘車人次 | 1日平均 上下車人次 |
| ------ | ---------------- | ------------------ |
| 2011年 | 188              | 377                |
| 2012年 | 165              | 331                |
| 2013年 | 177              | 356                |
| 2014年 | 195              | 392                |
| 2015年 | 222              | 442                |
| 2016年 | 91               |                    |
| 2017年 | 68               | 130                |
| 2018年 | 97               |                    |

## 車站周邊
- 高森町公所
- 高森郵局
- 熊本縣警（日语：熊本県警察）高森警署（日语：高森警察署）
- 高森湧水隧道公園 - 約1.2公里

## 巴士路線
- 高森站前

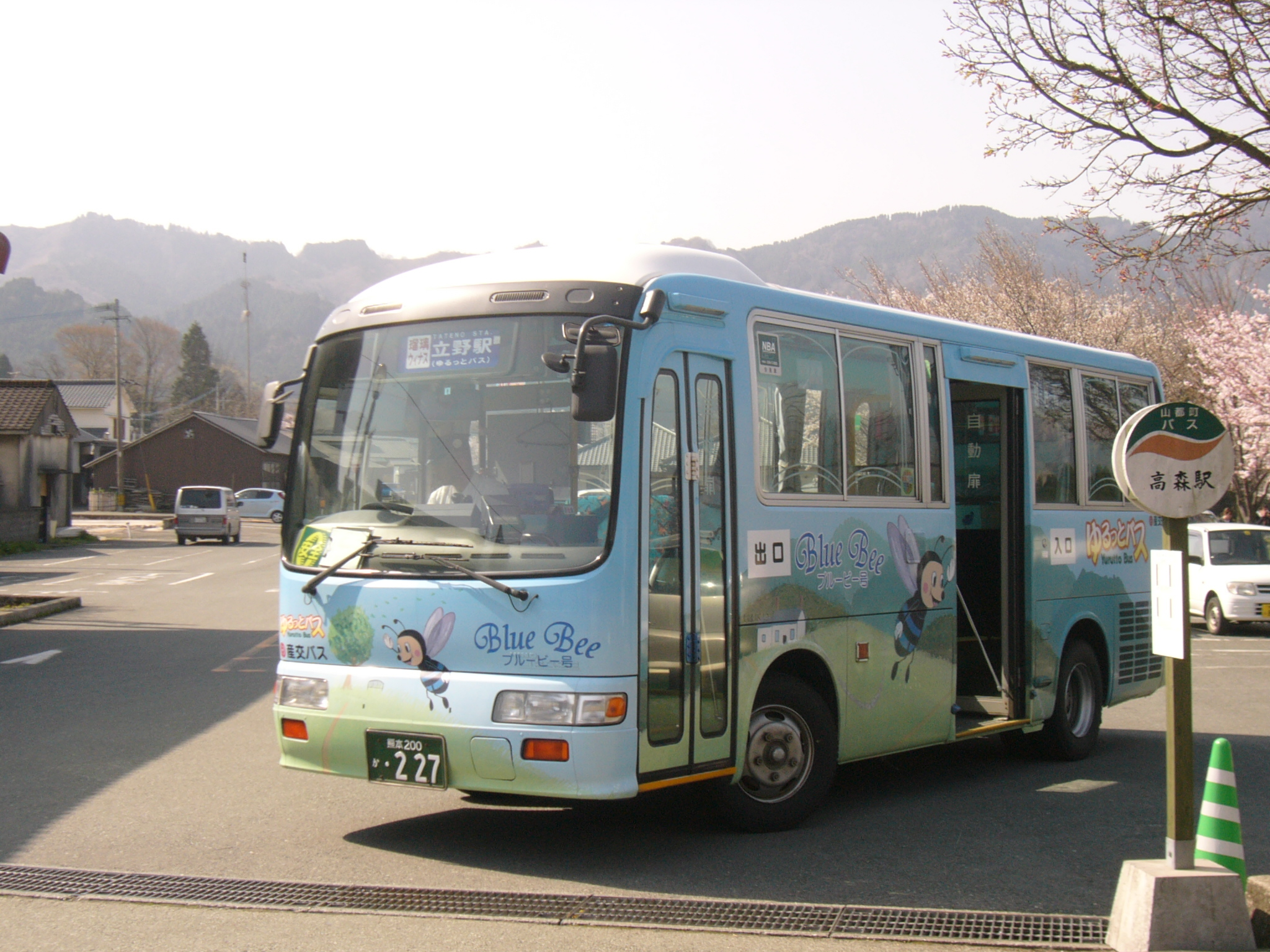
站前停車中的南阿蘇Yurutto巴士

  - 產交巴士（日语：産交バス） - 南阿蘇方向「南阿蘇Yurutto巴士（日语：ゆるっとバス）」、高森町民巴士（日语：高森町民バス）
  - 山都町社區巴士（日语：山都町コミュニティバス） - 山都町的蘇陽地區（日语：蘇陽町）、馬見原方向

- 高森中央 - 距離高森站約0.3公里，於高森町觀光交流中心前
  - 高千穗號、阿蘇號（日语：たかちほ号） - 高千穂、延岡方向
  - 高森號（日语：たかもり号） - 熊本機場、熊本方向
  - 一般巴士路線 - 南阿蘇方向「南阿蘇Yurutto巴士」、高森町民巴士

## 圖庫

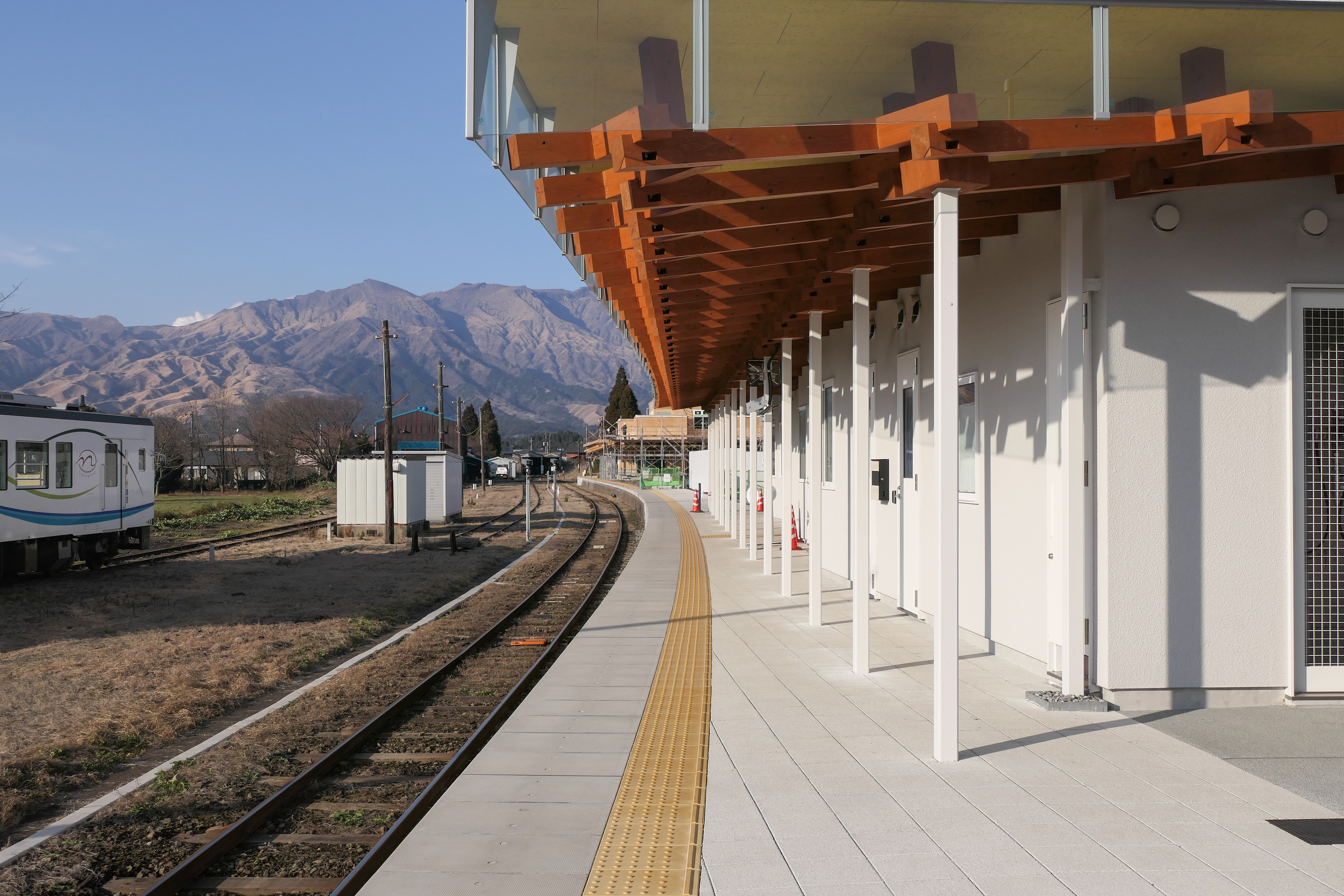
月台(2024年1月)
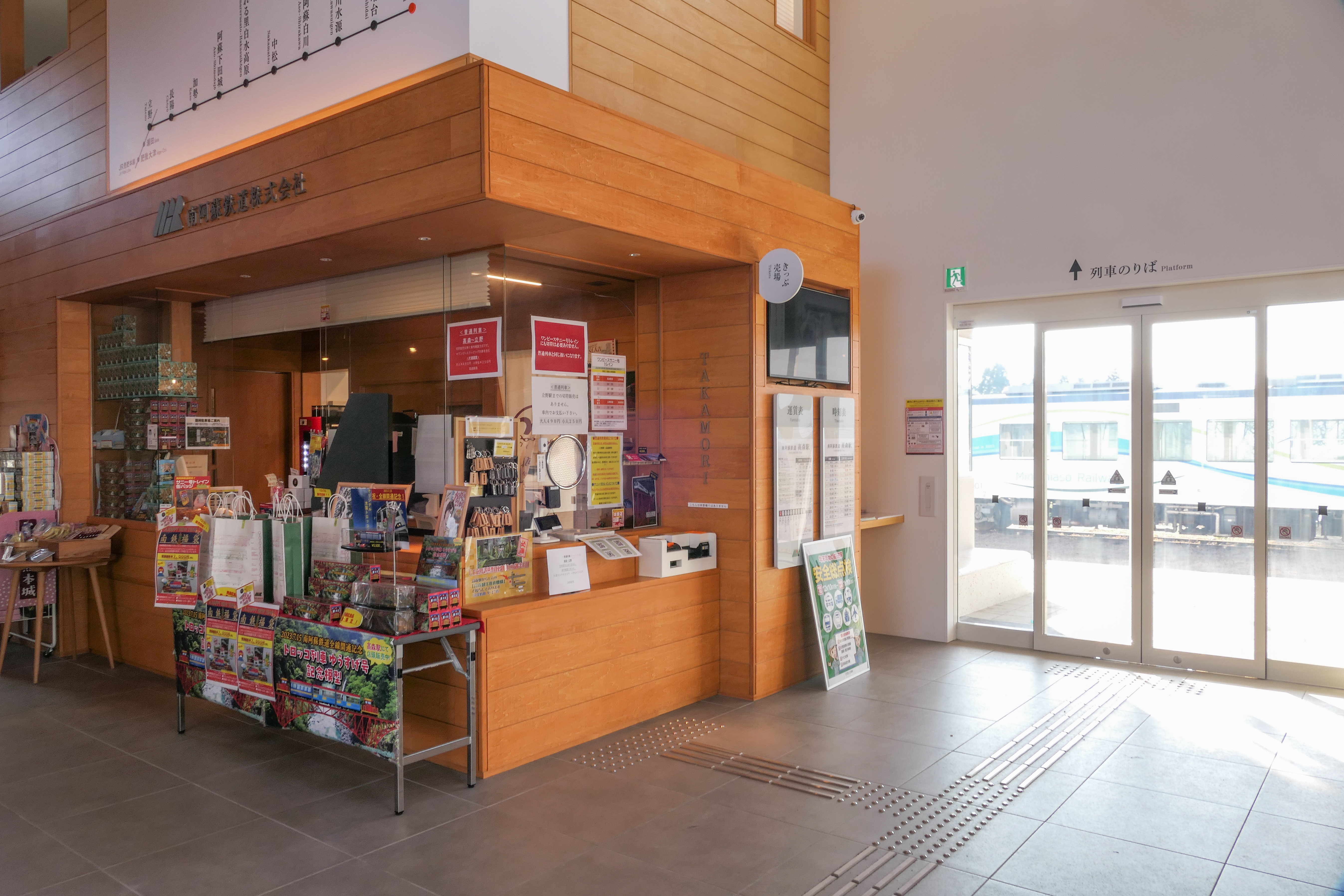
站房内部(2024年1月)
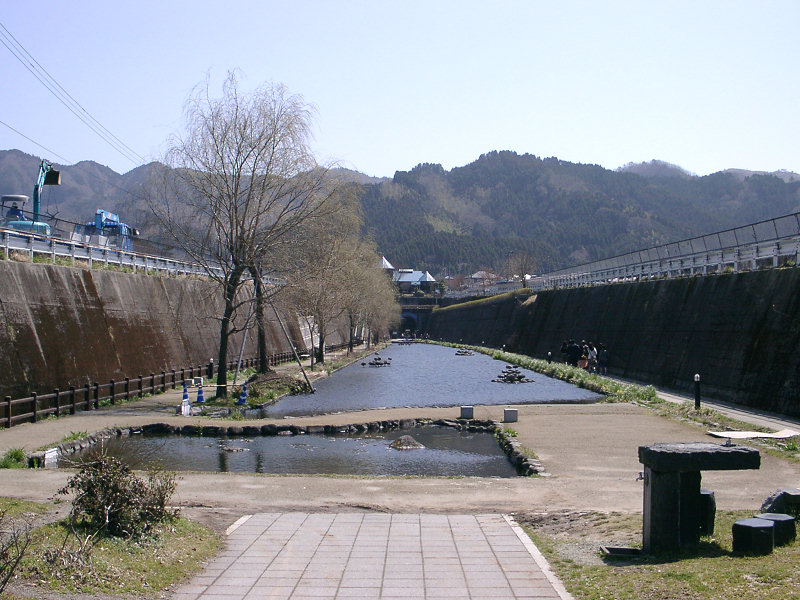
高森湧水隧道入口。在全線開通計劃把高森站遷移至此處。
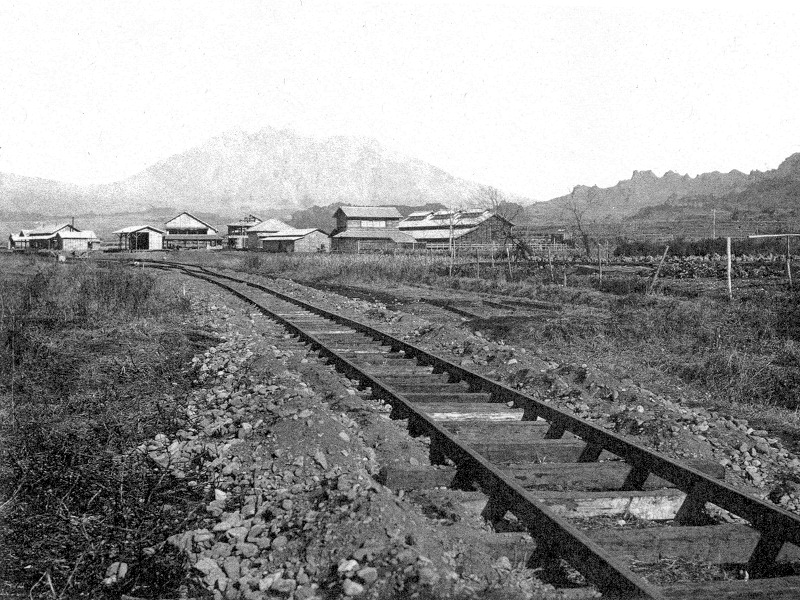
車站啟用當初的樣子
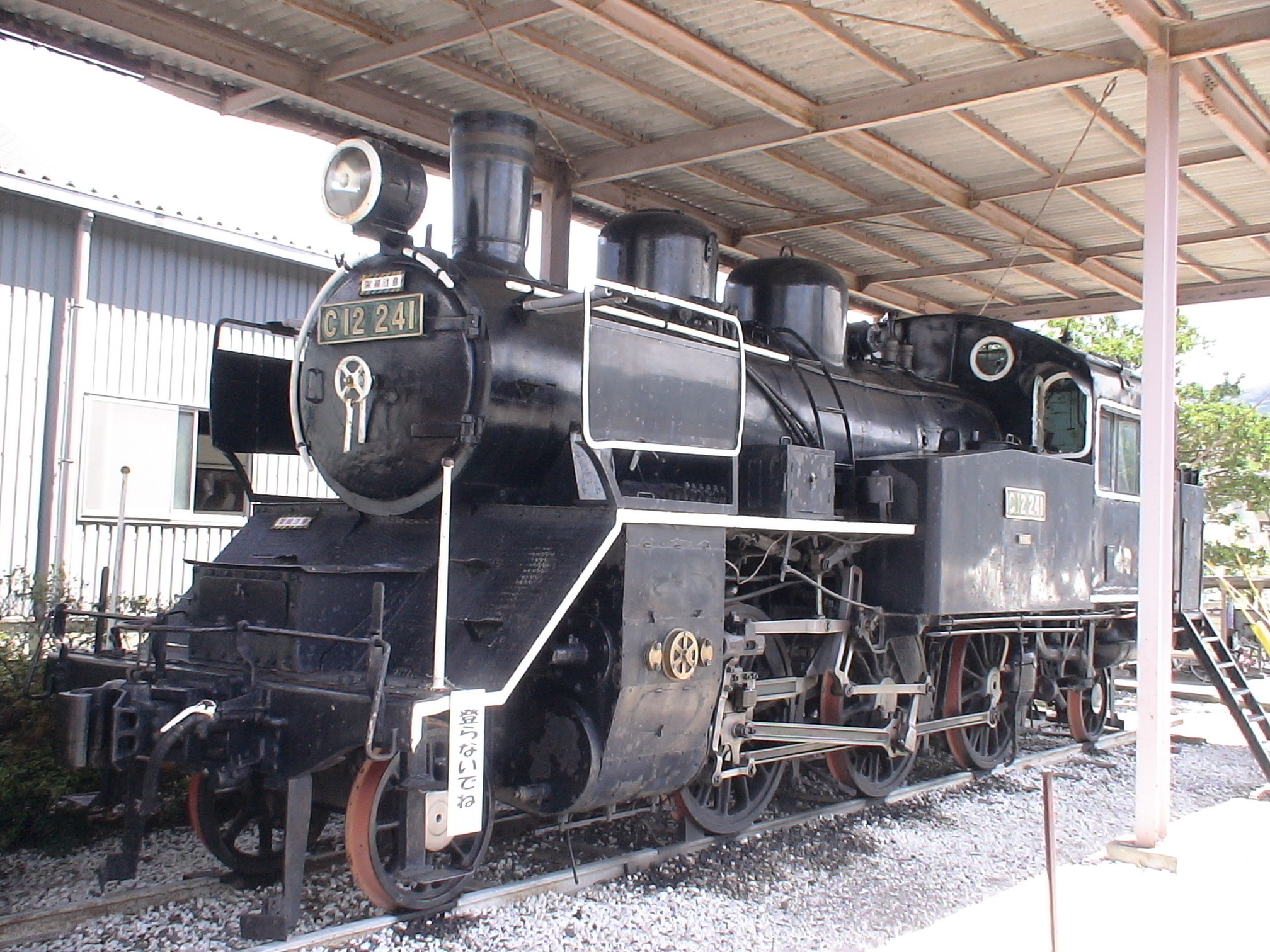
站前保存的「日本國鐵C12型蒸汽機車」

## 相鄰車站
南阿蘇鐵道
高森線
見晴台－高森

## 注腳
1. ↑  . Mynavi新聞. 2016-04-25  [2016-07-21]. （原始内容存档于2016-09-04） （日语）.
2. ↑  . マイナビニュース. 2016-07-21  [2016-07-21]. （原始内容存档于2016-10-29）.
3. ↑  . 産経WEST. 2016-07-31  [2016-08-01]. （原始内容存档于2021-05-12） （日语）.
4. ↑  国土数値情報(駅別乗降客数データ)  （页面存档备份，存于）（日語） - 國土交通省，2018年3月22日參閲
5. ↑   （页面存档备份，存于）（日語） - 九州運輸要覧，2018年3月26日參閲
6. ↑   （页面存档备份，存于）（日語） - 九州運輸要覧，2018年3月26日參閲
7. ↑   （页面存档备份，存于）（日語） - 九州運輸要覧，2018年3月26日參閲
8. ↑   （页面存档备份，存于）（日語） - 九州運輸要覧，2018年3月26日參閲
9. ↑   （页面存档备份，存于）（日語） - 九州運輸要覧，2018年3月26日參閲
10. ↑   （页面存档备份，存于）（日語） - 九州運輸要覧，2020年9月2日參閲
11. ↑   （页面存档备份，存于）（日語） - 九州運輸要覧，2020年9月2日參閲
12. ↑   （页面存档备份，存于）（日語） - 九州運輸要覧，2020年9月2日參閲

## 外部連結
- 高森｜南阿蘇鐵道 （页面存档备份，存于）（日語）